# Дом кино (Саратов)
Дом кино в Саратове расположен на Октябрьской улице в Волжском районе города.

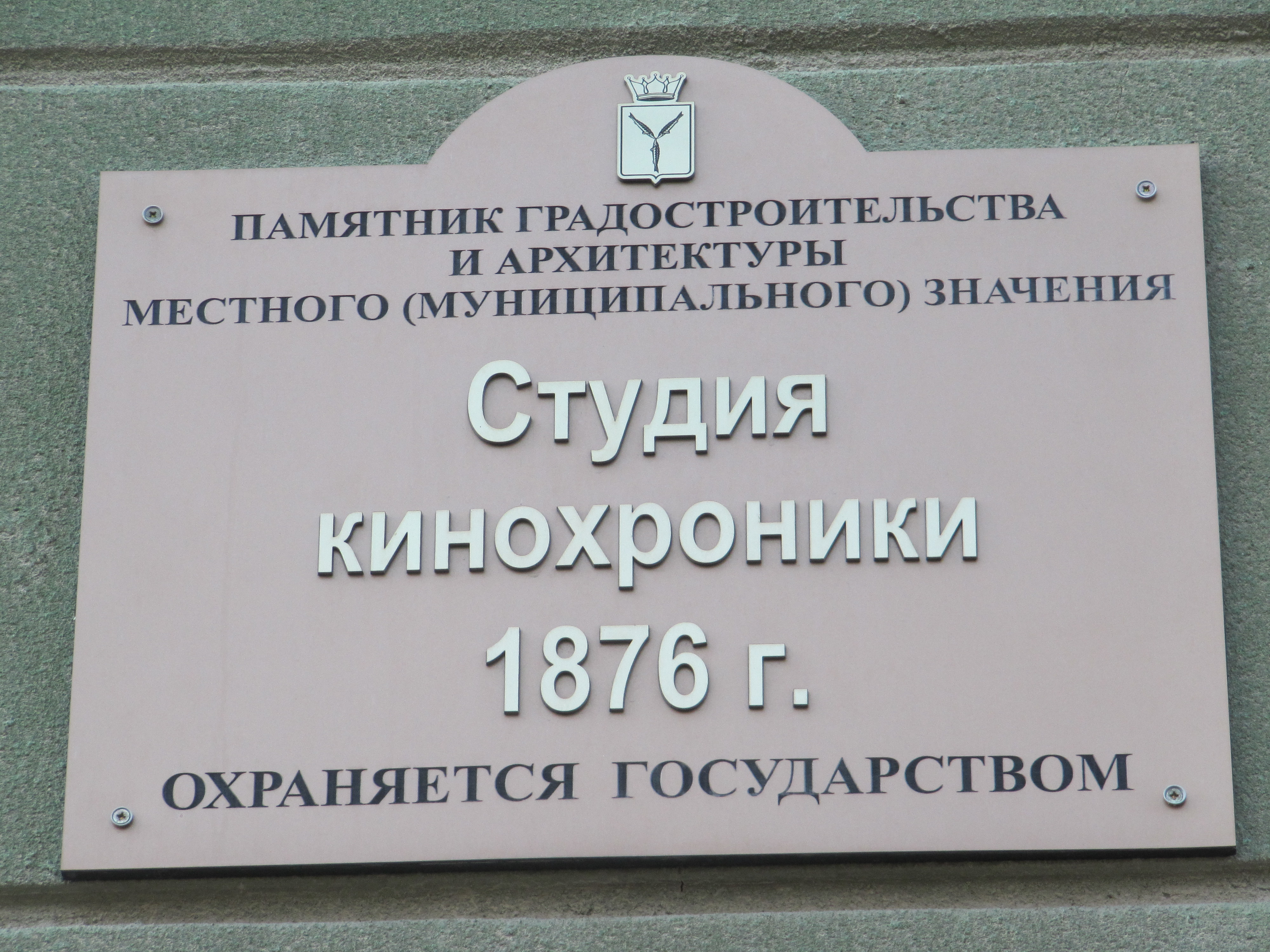
Студия кинохроники 1876г.

## История «Дома кино»

### XIX век
История саратовского «Дома Кино» тесно связана с Храмом Страстей Господних (Киновия), расположенном в здании № 41 по улице Октябрьская. В 1860 году церковь была освящена и приписана к Спасо-Преображенскому мужскому монастырю. 23 октября 1866 года при храме Страстей Господних при содействии Владыки Иоанникия II (Руднева) было открыто Братство Святого Креста. Братство ставило своими целями народное просвещение, борьбу с усилившимся движением раскольников и сект, благотворительность. Вскоре при Братстве был открыт книжный склад духовных книг, появилась библиотека, был открыт школа-приют для сирот и бесплатная столовая для бедных и нищих. Помещений, находящихся во владении храма не хватало, поэтому к 20-летию Братства, в 1886 году было построено новое трёхэтажное здание. На строительство нового дома Братства было истрачено 13 273 рублей, которые частично были покрыты частными пожертвованиями (в том числе 1000 руб. пожертвовала Попечительница Киновийской школы купчиха Дивеева и 200 руб. — купец Ф. Д. Егоров).
Помещения в здании Братства были распределены следующим образом:
- 1-й этаж заняла бесплатная столовая, открывшаяся 17 октября 1874 года;
- 2-й этаж — приют-школа, начавшая действовать с 3 декабря 1874 года. Здесь призреваемые жили, а занятия проходили в помещении Михаило-Архангельской богадельни, в нескольких саженях от подворья.
- 3-й этаж занимали библиотека Братства с залом для народных чтений, где по воскресным и праздничным дням велись собеседования.

На рубеже 1890—1891 годов на 3-м этаже, где был зал и библиотека Братства, начала работать миссионерская Кирилло-Мефодиевская школа.

### История «Дома кино» в XX веке
В 1913 году в здании был размещён также Саратовский епархиальный училищный совет. В 1916 году все учебные заведения и многие учреждения были заняты под воинский постой, в том числе и здание Братства. После революции 1917 года деятельность всех духовно-просветительских организаций в стране была запрещена. В здания храма и Братства въехали рабочие кружки. В 1918 году Братство прекратило своё существование, а в здании дома № 43 расположился Дом Народного Творчества.
В 1924 году в здании Дома кино расположилось отделение кинофабрики «Пролеткино», которое наряду с игровыми фильмами снимало хронику. В 1931 году на базе этой организации была сформирована Саратовская студия «Союзкинохроника», освещавшая жизнь и достижения Нижне-Волжского региона. С началом Великой Отечественной войны студия прервала свою работу и переключилась на выпуск кинопериодики. После Великой Отечественной войны студия была воссоздана. Совет Министров СССР издал постановление № 4621-р от 6 апреля 1946 года о преобразовании корреспондентского пункта Куйбышевской студии кинохроники в городе Саратове в «Нижне-Волжскую студию кинохроники», которая расположилась в здании № 43 по улице Октябрьская.
В 1981 году в Саратове был создан киноклуб «Волшебный фонарь». Первоначально организаторы клуба устраивали просмотры просмотры некоммерческого артхаусного кино в разных зданиях (в частности в X корпусе СГУ).

### «Дом кино» в настоящее время
С 2004 году организация получила возможность устраивать кинопросмотры в здании Дома Кино. Под крылом Нижне-Волжской студии кинохроники новый кинотеатр продолжает традицию показа фильмов (в том числе документальных), ориентированных на узкий круг ценителей киноискусства.
В 2011 году Дом Кино оказался под угрозой закрытия. По словам администратора кинотеатра Романа Васильева, новое руководство Нижне-Волжской студии кинохроники приняло решение, что фильмы показывать нецелесообразно, по причине низкой посещаемости. 1 марта 2011 г. в кинотеатре прекратились кинопоказы. Жители г. Саратов выступили против закрытия кинотеатра и организовали сбор подписей. В пользу кинотеатра свои голоса отдали более 350 человек, и кинотеатр остался существовать.
В 2016 году на известном сервисе «Аvito» появилось объявление о продаже кинозала и иных помещений Дома кино в Саратове (улица Октябрьская, 43).
Площади в здании, часть архитектурного ансамбля которого отнесена к памятникам культуры, оценены в 10 миллионов рублей.
Судя по опубликованной информации, на продажу выставлены часть цокольного этажа (20,8 м²), помещения на первом этаже (56,6 м²), кинозал (309,5 м²), а также третий этаж (60 м²) — всего почти 500 м².
Инициатором продажи в объявлении указан банк «Агророс».
В августе 2016 года у Дома Кино прошел пикет жителей города против продажи предмета культурного наследия.

## Внутреннее устройство «Дома кино»
В настоящее время в здании Дома Кино располагается два зала: Большой зал (140 мест) и Малый зал (42 места). В 2014 году в Большом зале Дома кино была произведена реконструкция: появилось новый проектор и новые центральные кресла. Малый зал был открыт 2 октября 2015 года. Новый «синий зал» имеет новый экран и вмещает 42 зрителя.

## Фестивали
С 2004 года в Доме кино проходит Международный телекинофестиваль документальной мелодрамы «Саратовские страдания».